# Torne
Torne (švédsky Torne älv, finsky Tornionjoki, severní sámštinou Duortnoseatnu, tornedalskou finštinou Tornionväylä) je řeka v severním Švédsku (Norrbotten), přičemž na dolním toku (od soutoku s řekou Muonio) tvoří asi polovina její délky státní hranici s Finskem (Laponsko). Celková délka toku činí přibližně 522 km a jedná se tak o nejdelší řeku ve švédském kraji Norrbotten. Včetně největšího levého přítoku Muonio činí délka dokonce 565 km. Plocha povodí měří 40 240 km², z čehož je přibližně 14 000 km² ve Finsku

## Průběh toku
Zdrojnice řeky pramení ve Skandinávském pohoří nedaleko švédsko-norské hranice a stékají se v jezeře Torneträsk, ze kterého již řeka odtéká pod názvem Torne älv. Protéká vrchovinou Laponska, kde vytváří mnohé peřeje a vodopády. Na území samosprávné obce Pajala odevzdává díky bifurkaci spojovací řekou Tärendö 57 % své vody řece Kalix. Krátce poté se do ní z levé strany vlévá její největší přítok Munio, tvořící severní část hranice Švédska a Finska. Řeka poté tvoří hranici obou států až do svého ústí do Botnického zálivu Baltského moře u města Tornio.

## Vodní režim
Zdrojem vody jsou především sněhové srážky. Průměrný průtok vody poblíž ústí činí 380 m³/s. Zamrzá od listopadu do května. Nejvyšších vodních stavů dosahuje na přelomu jara a léta.

## Využití
Využívá se k plavení dřeva. Poblíž ústí se nacházejí námořní přístavy Haparanda (Švédsko) a Tornio (Finsko).